# 1835 год в истории железнодорожного транспорта
1835 год в истории железнодорожного транспорта

## События
- В Германии построена первая железнодорожная линия между Нюрнбергом и Фюртом.[1]
- В Бельгии построена первая железная дорога.[1]

## Персоны

### Родились
- Струве, Аманд Егорович — военный инженер, предприниматель, специалист в области мостостроения.